# Шестакова, Нина Ивановна
Нина Ивановна Шестакова (род. 11 апреля 1961, Харьков) — украинская певица, народная артистка Украины (1997).

## Биография
В 1980 году  окончила с отличием Харьковское культпросветучилище по классу валторны.
Сначала работала в Доме культуры массовиком-затейником.
С 1981 года — солистка Харьковской филармонии.
В 1988 году окончила студию эстрадного искусства Ленинградского мюзик-холла (преподаватель Илья Рахлин).
Вернувшись в Харьков, работала в цирке. После травмы ей пришлось оставить занятие цирковым искусством, после чего она решила стать певицей – была участницей трио «Оксана», а впоследствии стала солисткой ВИА «Размай».
1988—1989 — пела в ансамбле Софии Ротару — итогом этого стал ее 20-минутный видеоальбом «Крымская фиеста» и звание заслуженной артистки Украины в 1990 году.
Участница фестивалей "Славянский базар" и "Песня - 1994".
Долгое время работала за границей, после чего снова вернулась в Харьковскую филармонию. Из США привезла контракт с фирмой "Enterprise Production" на выпуск двух компакт-дисков - "Пой со мной" и "Любовь во Львове".
В 2005 году родила дочь Ниану. Поэт-песенник Александр Савенко посвятил ей и ее дочери песню «Ниана».

## Признание
- 1986 — 2-е место на IV конкурсе артистов эстрады Украины в Хмельницком
- 1988 — 1-е место на конкурсе «Ялта-88»
- 1990 — Заслуженная артистка УССР
- 1996 — Лауреат международного конкурса в Киеве
- 1997 — народная артистка Украины